# Фабріціо Романо (спортивний журналіст)
Фабріціо Романо (нар. 21 лютого 1993) — італійський футбольний журналіст «Sky Sport». Вважається одним із найбільш освідомлених та надійних експертів у сфері футбольних трансферів.

## Біографія
Народився в Неаполі 21 лютого 1993 року. Навчався в Католицькому університеті Святого Серця (Мілан). Володіє англійською, іспанською, італійською і португальською мовами. 
Про футбол почав писати в 16 років, ще навчаючись у середній школі. У 18 років став відомий завдяки тому, що першим повідомив про трансфер аргентинського юніора «Барселони» Мауро Ікарді до «Сампдорії».
Відомий слоганом «Here we go!», який використовує під час оголошення трансферів. Згідно футбольного сайту 90min Фабріціо Романо є одним із «найбільш надійних» експертів у сфері спортивних трансферів.